# Savelsbos
Savelsbos este o arie protejată (arie specială de conservare — SAC, sit de importanță comunitară — SCI) din Țările de Jos întinsă pe o suprafață de 360 ha, integral pe uscat.

## Localizare
Centrul sitului Savelsbos este situat la coordonatele 50°48′10″N 5°44′51″E / 50.8029°N 5.7475°E.

## Înființare
Situl Savelsbos a fost declarat sit de importanță comunitară în iulie 1998 pentru a proteja 5 specii de animale. Situl a fost protejat și ca arie specială de conservare în mai 2013.

## Biodiversitate
Situată în ecoregiunea atlantică, aria protejată conține 5 habitate naturale: Pajiști carstice calcaroase sau bazofile, de Alysso-Sedion albi, Pajiști uscate seminaturale și facies de acoperire cu tufișuri pe substraturi calcaroase (Festuco-Brometalia) (* situri importante pentru orhidee), Liziere de ierburi înalte hidrofile de câmpie și de nivel montan până la alpin, Păduri de fag acidofile atlantice, cu subarboret de Ilex și, uneori, de asemenea, Taxus, la nivelul arbuștilor (Quercion robori-petraeae sau Ilici-Fagenion), Păduri de stejar sau de stejar și carpen sub-atlantice și medio-europene de Carpinion betuli.
La baza desemnării sitului se află mai multe specii protejate:
- mamifere (3): liliac de iaz (Myotis dasycneme), liliac cărămiziu (Myotis emarginatus), liliac comun (Myotis myotis)
- nevertebrate (2): Euplagia quadripunctaria, rădașcă (Lucanus cervus)